# 袁儼
袁俨（？—？），字若思，浙江嘉兴府嘉善縣人。明末政治人物。

## 生平
天啓四年（1624年）甲子科浙江乡试举人，天啓五年（1625年）联捷乙丑科進士，官江西高安县知县，寻卒。有《抱膝斋集》三卷，其诗神韵幽异，彷佛晚唐，至经世之文寻源竟委，无出其右者。

## 家族
父袁黄，字了凡，万历十四年进士，官兵部主事。